# Oncophorus luteovirens
Oncophorus luteovirens är en bladmossart som beskrevs av E. B. Bartram in Roivainen 1937. Oncophorus luteovirens ingår i släktet knölmossor, och familjen Dicranaceae. Inga underarter finns listade i Catalogue of Life.